# 국제 적십자·적신월 운동

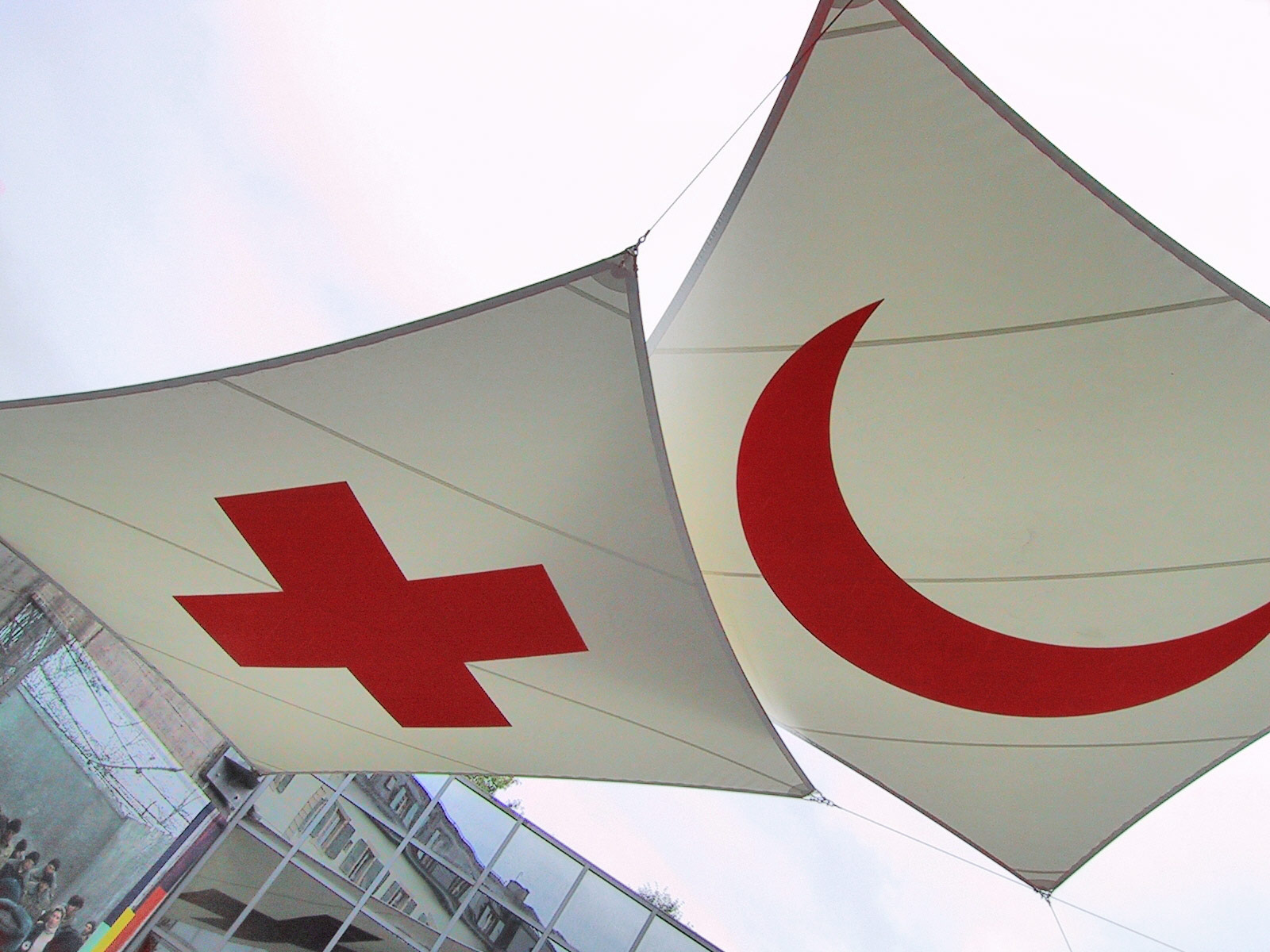
적십자와 적신월 앰블럼. "운동"의 상징이 운동의 이름을 결정지었다.

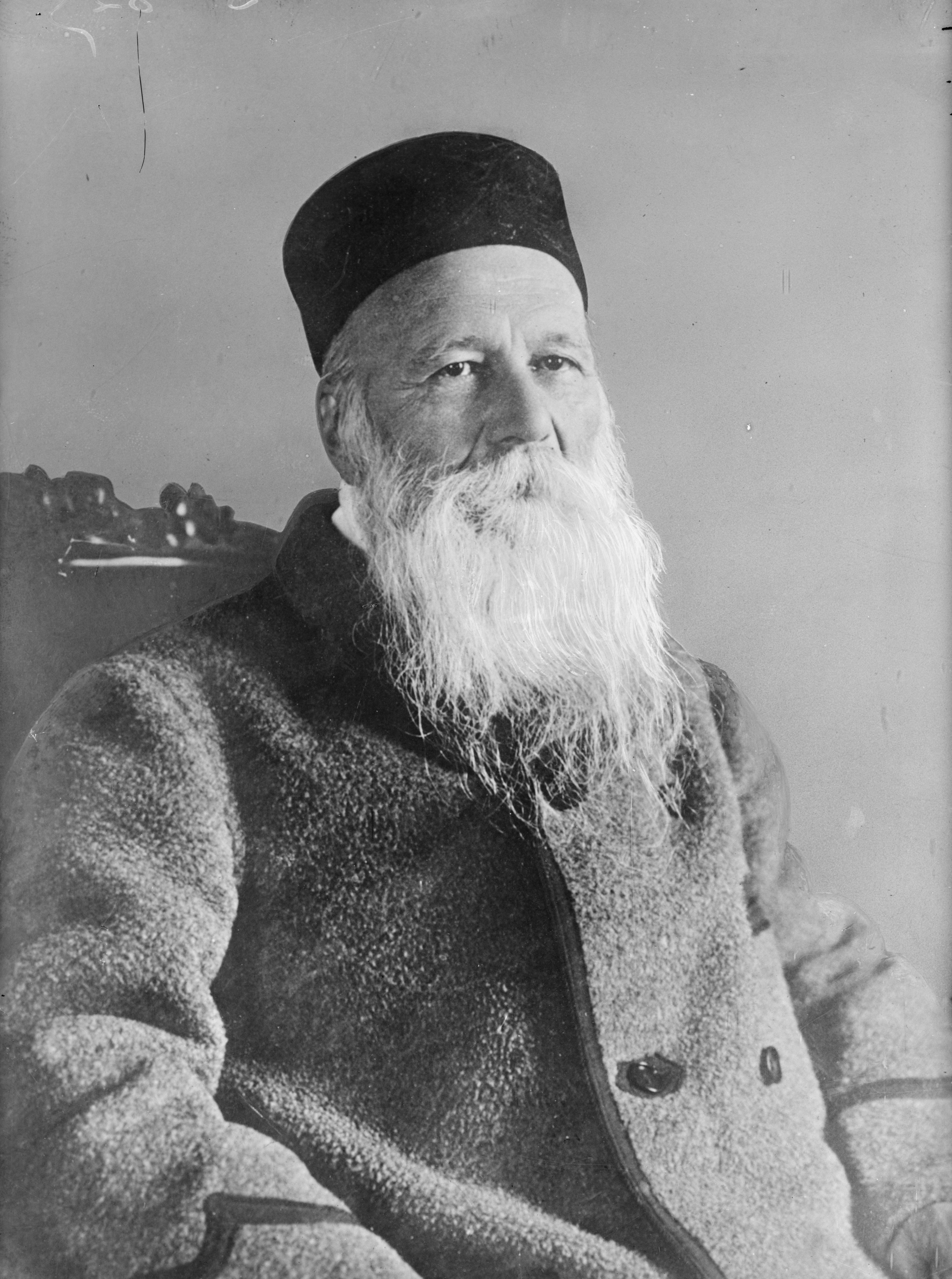
앙리 뒤낭. 《솔페리노의 회상》의 저자.

국제 적십자·적신월 운동(國際赤十字·赤新月運動, 영어: International Red Cross and Red Crescent Movement)은 전쟁, 자연 재해 등에서의 희생자들과 기아 선상의 난민들을 돌보기 위한 목적으로 조직된 인도주의 단체이며, 중립, 평등, 독립, 자발적 섬김, 일관성과 보편성의 실천을 원칙으로 한다. 현재 적십자·적신월은 192개의 나라에서 활동하고 있으며 15개 나라에서 유사한 단체가 있다. 회원 수는 2만 5천명이며, 대부분 25세 미만의 청년이다. 적십자하면 붉은 십자가(적십자), 붉은 달(적신월), 적수정(제 3의 표장)이 상징인데 이는 전쟁 시에 구호 활동을 위한 차량이나 시설이 공격받지 않게 하려는 것이다.

## 설명

### 창시
창시자 앙리 뒤낭은 1858년 이탈리아 통일 전쟁의 참화를 목격하고 여러 나라에 인도주의 단체의 결성을 제창하여 1863년 제네바에서 국제 적십자 운동이 시작되었다. 빅토리아 시대에 영국 적십자사는 인류의 복지에 많은 공헌을 했다.

### 구성
“국제적십자사”라는 표현이 종종 쓰이지만, 실제로 이 이름을 가진 공식 기관이 있는 것은 아니다. 이 운동은 같은 원칙과 목적, 상징을 공유하는 여러 독립 단체로 이루어져 있다.
- 국제 적십자 위원회(ICRC. International Committee of the Red Cross)
- 국제 적십자사·적신월사 연맹(IFRC, International Federation of Red Cross and Red Crescent Societies)
- 각국의 적십자사(赤十字社, 문화어: 적십자회(赤十字會)) 및 적신월사(赤新月社, 문화어: 적반월회(赤半月會))
- 이스라엘의 마겐 다비드 아돔

## 운동의 역사

### 국제 적십자 위원회

#### 솔페리노, 앙리 뒤낭, 그리고 국제 적십자 위원회 설립
19세기 중반만 해도 군대의 의료 체계는 군의관과 군인들을 위한 병원이 있는 현대 군대와는 달리, 미비한 점이 많았다. 또한 전장에서의 부상자들을 다룰 만한 안전하고 보호받는 기관도 존재하지 않았었다. 1859년 6월 경, 스위스의 제분회사 설립자였던 앙리 뒤낭은 이탈리아로 여행을 떠났다. 당시 프랑스의 점령지였던 알제리에서의 어려움을 호소하기 위해 프랑스 황제였던 나폴레옹 3세를 알현하기 위해서였다. 당시 이탈리아는 이탈리아 통일 전쟁 중이었는데, 6월 24일 오후 솔페리노라는 작은 마을에 도착한 그는 솔페리노 전투를 목격하게 됐다. 한 나절만에, 무려 30만 명 이상의 병사가 다치거나 전사하여 전장에 버려지는 것을 그는 목격하였다.

### 인도주의 활동
아래 문서는 영국 엑슬리에서 만들고,중앙교육연구원에서 역간한 앙리뒤낭 평전 p. 46,47,48,49에 근거함.

#### 전쟁 시 활동

##### 이산가족 찾아주기
제1차 세계대전, 제2차 세계 대전, 이란 이라크 전쟁 등의 분쟁이 있을 때마다 적십자사는 이산가족 찾아주기를 하였다. 실례로 적십자·적신월은 지금은 전산화되었지만, 제1차 세계대전, 제2차 세계대전때에 카드색인시스템으로 이산가족을 찾는 일을 하였다. 그래서 포로들이 친구들의 이름을 적은 종이를 담뱃갑에 싸서 기차밖으로 던지면 누군가는 그것을 찾아서 적십자에 가져다주었다.

##### 포로들과 시민들의 인권억압 감시
전쟁이나 혁명이 일어나면 포로들과 시민들은 인권을 억압받는다. 그래서 제네바조약에는 포로들의 인권을 억압하지 못하게 되어 있으며,포로수용소와 시민들의 구금시설은 국제 적십자 위원회(ICRC)에서 직접 현지를 방문하여 감시한다. 물론 이 때에는 불편부당한 활동을 위해 중립을 지키게 되어 있으므로 영세중립국인 스위스 사람들이 감시활동을 한다. 이러한 감시활동은 누구나 사람으로서의 가치와 권리를 존중받아야 한다는 인권의식에 근거한 활동이다. 이란 이라크 전쟁때에 다친 포로들이 집으로 돌아간 것도 국제적십자의 활동에 의한 것이다.

##### 민간인 보호
제2차 세계대전 당시 민간인들이 학살,강제이송,보복행위로 고통받는 일이 생기자 1949년 제네바 회담을 시작으로 민간인들을 보호하는 운동이 시작되었다.그래서 적십자에서는 전쟁이 일어나면 민간인들을 보호하는 활동을 하는데, 레바논 내전당시 적십자에서는 몇 달이나 고립당한 지역을 방문하여 여성과 어린이들을 안전한 곳으로 옮기는 일을 하였다.

## 적십자 표장
적십자 표장은 전쟁이 일어났을 때에 군이 환자구호차량을 알아보게 하여 공격을 막는 효과가 있다. 흰 바탕에 붉은색으로 그린 십자형의 상징이다. 지역에 따라서 여러 가지 응용형이 있다. 또한 대한민국에서는 적십자 표장이 대한적십자사에 의해서 특허가 걸려있다.(법무법인 임앤정)
적십자 표장은 스위스 국기를 색 반전 시킨 것을 모티브로, 적신월기는 터키 국기인 월성기를 색 반전 시킨 것을 모티브로 제작되었다. 그리고 종교적 의미가 없는 제 3의 표장인 적수정 표장도 있으나, 이스라엘 외에는 사용이 드문 실정이다.

적십자기
이슬람 국가들의 적신월기
제 3의 표장 적수정
이스라엘에서 실제 사용되는 마겐 다비드 아돔 (붉은 다윗의 별)
이란의 적사자 (현재는 사용되지 않음)

## 같이 보기
- 제네바 협약
- 대한적십자사
- 탈레반 한국인 납치 사건
- 재일 조선인 북송사업 - 일본 적십자의 비인도적 관여 사례